# Observatoire économique et statistique d'Afrique subsaharienne
L’Observatoire économique et statistique d’Afrique subsaharienne, couramment appelé AFRISTAT, est une institution internationale ouverte en 1996 à la suite du traité signé par 14 pays d'Afrique subsaharienne, le 21 septembre 1993 à Abidjan en Côte d'Ivoire. Ce traité est entré en vigueur en 1994 lorsque les parlements d'au moins 7 États l'eurent ratifié.
Son objectif est de contribuer au développement des statistiques économiques, sociales et de l'environnement dans ses états membres et de renforcer leurs compétences dans ce domaine.

## États membres
À la mi-2013, 22 pays ont été admis et sont présentés ci-dessous suivant l'année de leur admission.
- 1993 :  Bénin,  Burkina Faso,  Cameroun,  République centrafricaine,  Comores,  République du Congo, 
 Côte d'Ivoire,  Gabon,  Guinée équatoriale,  Mali,  Niger,  Sénégal,  Tchad,  Togo
- 1998 :  Guinée-Bissau,  Mauritanie
- 2002 :  Cap-Vert
- 2000 :  Guinée
- 2006 :  Burundi
- 2013 :  Djibouti,  Sao Tomé-et-Principe,  Madagascar

- En 1993, les membres fondateurs appartenaient tous à la Zone franc soit les membres de l'UEMOA, de la CEMAC et les Comores ; la Guinée-Bissau est le seul nouveau membre à être aussi membre de la Zone franc (en étant membre de l'UEMOA).

- Sauf la Mauritanie, tous les membres de l'Afrique de l'Ouest sont aussi membres de la CEDEAO.
- Tous les membres de l'Afrique centrale et le Burundi appartiennent à la CEEAC.

| État membre               | Zone franc     | Banque centrale                      | Année d'adhésion        |
| ------------------------- | -------------- | ------------------------------------ | ----------------------- |
| Afrique de l'Ouest        |                |                                      |                         |
| Cap-Vert                  | non            | Banque centrale du Cap vert          | 2002                    |
| Guinée                    | non            | Banque centrale de Guinée            | 2000                    |
| Mauritanie                | non            | Banque centrale de Mauritanie        | 1998                    |
| Bénin                     | UEMOA          | BCEAO                                | Membre fondateur (1993) |
| Burkina Faso              | UEMOA          | BCEAO                                | Membre fondateur (1993) |
| Côte d'Ivoire             | UEMOA          | BCEAO                                | Membre fondateur (1993) |
| Guinée-Bissau             | UEMOA          | BCEAO < center>1998                  |                         |
| Mali                      | UEMOA          | BCEAO                                | Membre fondateur (1993) |
| Niger                     | UEMOA          | BCEAO                                | Membre fondateur (1993) |
| Sénégal                   | UEMOA          | BCEAO                                | Membre fondateur (1993) |
| Togo                      | UEMOA          | BCEAO                                | Membre fondateur (1993) |
| Afrique centrale          |                |                                      |                         |
| Cameroun                  | CEMAC          | BEAC                                 | Membre fondateur (1993) |
| Gabon                     | CEMAC          | BEAC                                 | Membre fondateur (1993) |
| Guinée équatoriale        | CEMAC          | BEAC                                 | Membre fondateur (1993) |
| République centrafricaine | CEMAC          | BEAC                                 | Membre fondateur (1993) |
| République du Congo       | CEMAC          | BEAC                                 | Membre fondateur (1993) |
| Sao Tomé-et-Principe      | non            | Banco Central de São Tomé e Príncipe | 2008                    |
| Tchad                     | CEMAC          | BEAC                                 | Membre fondateur (1993) |
| Afrique de l'Est          |                |                                      |                         |
| Burundi                   | non            | Banque centrale du Burundi           | 2006                    |
| Comores                   | Franc comorien | Banque centrale des Comores          | Membre fondateur (1993) |
| Djibouti                  | non            | Banque centrale de Djibouti          | 2010                    |
| Madagascar                | non            | Banque Centrale de Madagascar        | 2013                    |

## Rôle de l'organisation
D'après l'article 3 de son traité, AFRISTAT a exclusivement pour rôle :
- de concevoir pour les États membres une méthodologie commune pour la collecte, le traitement et la diffusion de l'information statistique de base ;
- d'harmoniser en conséquence les concepts et nomenclatures utilisés par les États membres afin de rendre les statistiques comparables ;
- d'améliorer la diffusion et l'utilisation de l'information statistique dans l'ensemble des États membres, notamment en organisant des banques de données accessibles aux différents agents économiques et sociaux de la région ;
- d'effectuer des travaux d'analyse et de synthèse pour l'ensemble des États membres ;
- de contribuer à l'organisation de la formation permanente en statistique et études économiques pour les États membres ;
- d'apporter son appui aux activités des organismes nationaux de statistique des États membres ; pour cela, il peut contribuer à l'instruction de projets, financés par des bailleurs de fonds multilatéraux ou bilatéraux, à l'échelle de la région, de plusieurs États membres ou d'un État membre à la demande de celui-ci.

Toutefois, en conformité avec le principe de subsidiarité et sous certaines conditions, le Conseil des ministres peut décider la mise en œuvre d'actions communes au niveau d'AFRISTAT.

## Les organes d'AFRISTAT
Ils sont au nombre de 4 : le Conseil des ministres, le Comité de direction, le Conseil scientifique et la Direction générale.

### Le Conseil des ministres
En sont membres les ministres des Finances ; pour les états dont le ministre des Finances n'assure pas la tutelle de l'organe central de la statistique, le ministre de tutelle est aussi membre ; dans tous les cas, chaque état ne dispose que d'une seule voix. La présidence est assurée pour 2 ans par roulement. Le Conseil se réunit au moins une fois tous les deux ans en session ordinaire sur convocation de son Président : il peut se réunir en session extraordinaire chaque fois que de besoin, à l'initiative de son Président, ou sur demande d'au moins un tiers de ses membres. Les gouverneurs des banques centrales des États peuvent participer aux réunions avec voix consultative.
En règle générale les décisions sont prises à la majorité des membres présents ou représentés, le président ayant voix prépondérante. L'unanimité des membres présents ou représentés est requise pour des décisions communes dépassant les compétences dévolues à l'article 3 (voir plus haut le rôle de l'organisation), l'adhésion d'un nouveau membre ou l'adoption d'un règlement s'imposant à chacun des États.

### Le Comité de direction
Il dirige et gère AFRISTAT. En sont membres avec voix délibérative les responsables des organes centraux des statistiques des États. Peuvent participer à ses travaux, avec voix consultative : les directeurs chargés des études économiques des banques centrales, les représentants des organismes d'intégration économique des États membres de la Zone franc (UEMOA et CEMAC), le cas échéant une ou au plus deux personnalités ressortissant d'états membres, cooptés par le Comité en raison de leur compétence.
Liste des organes centraux de statistique des états membres d'AFRISTAT
| Pays                      | Institution | Site Internet           |
| ------------------------- | --- | ----------------------- |
| Bénin                     | Institut national de la statistique et de l'analyse économique (INSAE)                                                    | insae-bj                |
| Burkina Faso              | Institut national de la statistique et de la démographie (INSD)                                                           | insd.bf                 |
| Burundi                   | Institut de statistiques et d’études économiques du Burundi (ISTEEBU)                                                     | burundistats.org        |
| Cameroun                  | Institut national de la statistique (Cameroun) (INS)                                                                      | statistics-cameroon.org |
| République centrafricaine | Institut centrafricain des statistiques, des études économiques et sociales (ICASEES)                                     | minplan-rca.org         |
| Comores                   | Direction de la statistique                                                                                               |                         |
| République du Congo       | Centre national de la statistique et des études économiques (CNSEE)                                                       | cnsee.org               |
| Côte d'Ivoire             | Institut national de la statistique (INS)                                                                                 | ins.ci                  |
| Djibouti                  | Direction de la statistique et des études démographiques (DISED)                                                          | dised.dj                |
| Gabon                     | Direction générale des statistiques (DGS)                                                                                 | stat-gabon.org          |
| Guinée                    | Direction nationale de la statistique (DNS)                                                                               | stat-guinee.org         |
| Guinée-Bissau             | Instituto Nacional de Estatística e Censos (INEC) Institut national de la statistique et des recensements (INEC)          | stat-guinebissau.com    |
| Guinée équatoriale        | Dirección General de Estadística y Cuentas Nacionales (DGS) Direction générale de la statistique et des comptes nationaux | dgecnstat-ge.org        |
| Mali                      | Institut national de la statistique (Mali) (INSTAT)                                                                       | instat.gov.ml           |
| Mauritanie                | Office national de la statistique (ONS)                                                                                   | ons.mr                  |
| Niger                     | Institut national de la statistique (Niger) (INS)                                                                         | stat-niger.org          |
| Sao Tomé-et-Principe      | Instituto Nacional de Estatística (INE)                                                                                   | ine.st                  |
| Sénégal                   | Agence nationale de la statistique et de la démographie (ANSD)                                                            | ansd.sn                 |
| Tchad                     | Institut national de la statistique, des études économiques et démographiques (INSEED)                                    | inseed-tchad.org        |
| Togo                      | Direction générale de la statistique et de la comptabilité nationale (DGSCN)                                              | stat-togo.org           |

### Le Conseil scientifique
Organe consultatif institué auprès du Comité de direction, le Conseil scientifique donne un avis sur toute question d'ordre scientifique ou méthodologique qui lui est transmise par le Président du Conseil des ministres. Il émet par ailleurs un avis sur les orientations à moyen terme et le programme annuel de travail d'AFRISTAT, ainsi que sur les règlements transmis par le Comité de direction au Conseil des ministres. Les avis sont adoptés à la majorité des membres présents ou représentés, la voix du Président étant prépondérante. Il se réunit une fois par an et délibère valablement si la moitié au moins de ses membres sont présents ou dûment représentés.
le Conseil scientifique se compose de quatorze membres nommés pour quatre ans par le Président du Comité de direction, sur proposition des membres du Comité, en recherchant la meilleure représentation géographique possible pour le Conseil scientifique :
- deux membres du Comité de direction ;
- deux représentants des utilisateurs des travaux d'AFRISTAT, choisis parmi les personnalités des milieux économiques et syndicaux des états membres ;
- deux professeurs, spécialistes en sciences économiques ou sociales, exerçant dans des établissements d'enseignement supérieur des états membres ;
- deux représentants des organismes d'intégration économique et monétaire des états membres de la Zone franc (UEMOA et CEMAC) ;
- deux représentants d'organisations internationales intéressées au développement de la statistique dans les états membres ;
- deux personnalités qualifiées dans le domaine de la statistique et des études économiques ressortissant des états avec lesquels AFRISTAT aura passé des accords particuliers de coopération ;
- le directeur de la division[2] de la statistique de la Commission économique pour l'Afrique des Nations unies ou son représentant ;
- le directeur chargé des études économiques de la Banque africaine de développement ou son représentant.

Les Présidents successifs :
| Date de prise de fonction | Nom                     |
| ------------------------- | ----------------------- |
| octobre 2006              | Fulbert Amoussouga Gero |
| janvier 1997              | Jean-Louis Bodin        |

### La Direction générale
Une Direction générale assure la gestion et le fonctionnement ; elle est dirigée par un Directeur général, assisté par un Directeur général adjoint, tous deux nommés pour une période de quatre ans par le Conseil des ministres sur proposition du Comité de direction. Leurs mandats sont renouvelables une fois.
Son personnel se compose : d'experts pris en charge par le budget d'AFRISTAT, d'experts mis à disposition par des bailleurs de fonds multilatéraux ou bilatéraux, de personnels d'appui recrutés localement dans le pays du siège d'AFRISTAT, Le Directeur général, le Directeur général adjoint et les experts bénéficient des immunités et privilèges habituellement reconnus aux personnels des organisations internationales. Les personnels d'appui sont recrutés localement et sont soumis à la législation et à la réglementation s'appliquant aux travailleurs du secteur privé de ce pays.
Son administration comprend quatre départements techniques et un service administratif et financier.
- Le Département des appuis stratégiques et de la diffusion (DASD) ;
  - Le Centre de documentation et de publications ;
- Le Département des statistiques sociales et des stratégies de réduction de la pauvreté (DSSRP) ;
- Le Département des études et synthèses économiques (DESE) ;
- Le Centre de recherche appliquée d’AFRISTAT (CERA) ;
- Le Service administratif et financier (SAF) ;
  - La Section des affaires administratives ;
  - La Section du suivi de l’exécution budgétaire ;
  - La Section de la comptabilité.

| Nom            | Période   |
| -------------- | --------- |
| Cosme Vodounou | 2012-2019 |
| Martin Balepa  | 2004-2011 |
| Lamine Diop    | 1996-2003 |

## Le siège
L’accord de siège entre le gouvernement de la République du Mali et AFRISTAT a été signé à Bamako, le 15 octobre 1996 par Dioncounda Traoré, Ministre d’état, Ministre des Affaires étrangères et des Maliens de l’extérieur et Lamine Diop, Directeur général d’AFRISTAT. Le Gouvernement de la République du Mali met à la disposition d’AFRISTAT des locaux pour lui servir de bureaux situés rue 499, porte 23, Quartier Niaréla Bamako - Mali.

## Les ressources
Un fonds de capitalisation, dénommé Fonds AFRISTAT, a été créé, entre les états membres et des bailleurs avec pour objectif social de contribuer au financement de ses activités grâce aux produits financiers des placements de son capital. Ce dernier est ouvert aux états membres, aux nouveaux états africains qui adhèrent à l'institution et aux souscripteurs qui désirent apporter leur concours au développement des activités d’AFRISTAT. La gestion du Fonds est assurée par l’Agence française de développement (AFD).
Le capital initial pour la période 1998-2005 était de 3,35 milliards de FCFA : 1,85 milliard souscrits par les états membres fondateurs et 1,50 milliard par la France ; la contribution par état équivalait à 1 321 450 francs français. Le second capital, en cours de constitution, se monte à 9,18 milliards de francs CFA, dont 6,56 milliards à la charge des états membres et 2,62 milliards promis par la France. Il couvrira pour la période 2006-2015 les dépenses courantes (salaires du personnel, missions d’appui des experts dans les états, réunions des groupes d’experts, réunions statutaires, etc.).
L'ensemble des ressources se composent :
- des versements du Fonds ;
- des versements effectués par des fondations nationales ou internationales ;
- des cotisations des états membres, lorsque le Conseil des ministres le décide ;
- de la vente de ses produits ;
- des dons et prêts effectués par les organisations internationales ou par des états dans le cadre d'accords de coopération :
- du produit des contrats passés avec les états membres, des états tiers ou des organisations internationales ;
- des emprunts contractés en vue de l'exécution de dépenses d'investissements, à l'exclusion de toute autre dépense.

## Le Programme stratégique à moyen terme
L'organisation a confié à la Direction générale la mise en œuvre d'un programme stratégique de travail pour la période 2006-2010, correspondant à la première moitié de celle du deuxième Fonds AFRISTAT (2006-2015)
Ce programme s'inscrit dans une vision de long terme, vise un objectif global que 5 axes d'activité permettront d'atteindre. Ces éléments sont formulés ainsi :
- la Vision[9] : faire de la statistique une réalité quotidienne dans les états membres en tant qu’instrument d’intégration économique et un outil incontournable pour la formulation, la mise en œuvre et le suivi et évaluation des programmes et projets mis à la portée de tous : politiques, décideurs publics, secteur privé et société civile.

- l'Objectif global[10] : accompagner chacun des états membres dans la formulation, la mise en œuvre et le suivi et évaluation d’une stratégie nationale de développement de la statistique en harmonie avec les autres stratégies nationales de développement.

- les 5 Axes d'activité[11] :

1. apporter un soutien et une assistance technique aux systèmes statistiques nationaux des états en matière d’organisation pour le développement de la statistique ainsi que dans le domaine de la formation ;
2. contribuer au développement des systèmes d’information pour la conception, la mise en œuvre et le suivi et évaluation des stratégies de réduction de la pauvreté ainsi que pour la mise en œuvre des Objectifs du millénaire pour le développement ;
3. apporter un appui aux États d’Afrique subsaharienne pour le renforcement des capacités de collecte, de traitement et d’analyse des données statistiques, et d’élaboration de synthèses statistiques et économiques ;
4. développer et contribuer à développer les bases de données dans les états et renforcer les capacités de diffusion des données statistiques ;
5. contribuer à la recherche appliquée en vue de développer des méthodologies adaptées aux capacités des systèmes statistiques nationaux des États.